# 84340 Jos
84340 Jos este un asteroid din centura principală de asteroizi.

## Descriere
84340 Jos este un asteroid din centura principală de asteroizi. A fost descoperit pe 2 octombrie 2002 la Needville de Joseph A. Dellinger. El prezintă o orbită caracterizată de o semiaxă mare de 2,38 ua, o excentricitate de 0,08 și o înclinație de 2,7° în raport cu ecliptica.